# Sofia Ledarp
Sofia Marianne Papadimitriou Ledarp, född 8 april 1974 i Hägersten i Stockholm, är en svensk skådespelare.

## Biografi
Ledarp är uppvuxen i Stockholm. Hennes far var arbetskraftsinvandrare från Grekland som arbetade inom Stockholms nattklubbsvärld. Hon studerade vid Teaterhögskolan i Luleå år 1996–2000. Sedan har hon arbetat vid bland annat Stockholms Stadsteater och Dramaten. Hon TV-debuterade 2001 i TV-serien Världens minsta lillasyster. Efter ytterligare roller i TV-serier filmdebuterade hon 2006 i Varannan vecka. 2007 gjorde hon rollen som Lena i Den man älskar. För denna roll mottog hon TV4:s filmpris Guldsolen 2007 och en Guldbagge i kategorin bästa kvinnliga huvudroll för samma rollprestation. Hon fick även pris internationellt vid festivaler i Genève och Köpenhamn. 2008 belönades hon med Kurt Linders stipendium.
2009 gjorde hon rollen som Malin Ek i de tre filmerna i Millennium-serien. Hon medverkade även i flera TV-serie och filmer, däribland Oskyldigt dömd (2008–2009), Guds tre flickor (2009–2010), Kommissarien och havet (2008–2014), Cockpit (2012), Hinsehäxan (2012), Fröken Frimans krig (2013–2017) och House of Fools (2014).
Hon medverkade sommaren 2016 i TV-programmet Stjärnorna på slottet som sändes i januari 2017.

### Privatliv
Sofia Ledarp är sambo med dansaren Tobias Norenstedt (född 1971), med vilken hon har en son. Hon har även en son i ett tidigare förhållande med den danske filmfotografen Erik Molberg Hansen.

## Filmografi (i urval)
- 2001 – Världens minsta lillasyster (TV-serie)
- 2004 – Om Stig Petrés hemlighet (TV-serie)
- 2005 – Medicinmannen (TV-serie)
- 2006 – Varannan vecka
- 2007 – Den man älskar
- 2007 – Ett gott parti (TV-serie)
- 2008 – Kommissarien och havet - Den inre kretsen (TV-serie)
- 2008–2009 – Oskyldigt dömd (TV-serie)
- 2008 – Häxdansen (TV-serie)
- 2008 – Vi hade i alla fall tur med vädret – igen
- 2008 – Janna & Liv
- 2008 – Chihuahuan från Beverly Hills (röst)
- 2009 – Män som hatar kvinnor
- 2009 – Flickan som lekte med elden
- 2009 – Luftslottet som sprängdes
- 2009–2010 – Guds tre flickor (TV-serie)
- 2009 – Oskyldigt dömd (TV-serie)
- 2009 – Natt på museet 2 (röst)
- 2011 – Försvunnen
- 2012 – Cockpit
- 2012 – Hinsehäxan
- 2012 – De tre musketörerna
- 2013–2017 – Fröken Frimans krig (TV-serie)
- 2014 – House of Fools (TV-serie)
- 2014 – Vi måste prata
- 2014 – Kommissarien och havet - I den mörka natten (TV-serie)
- 2015 – Glada hälsningar från Missångerträsk
- 2016 – Midnattssol (TV-serie)
- 2016 – Siv sover vilse
- 2017 – Stjärnorna på slottet
- 2017 – Innan vi dör (TV-serie)
- 2018 – Storm på Lugna gatan (TV-serie) (Julkalender)
- 2020 – Bröllop begravning och dop (TV-serie)
- 2021–2022 – Gåsmamman (TV-serie)
- 2021 – Folk med ångest (TV-serie)
- 2023 – Beck – Dödläge
- 2025 – Åremorden (TV-serie)
- 2025 – Där solen alltid skiner (TV-serie)

## Teater
| År   | Roll                      | Produktion                                                                     | Regi                    | Teater                   |
| ---- | ------------------------- | ------------------------------------------------------------------------------ | ----------------------- | ------------------------ |
| 1993 |                           | Trettondagsafton (Twelfth Night, or What You Will) William Shakespeare         |                         |                          |
| 2000 |                           | Maria Stuart                                                                   |                         |                          |
| 2002 |                           | Elden är lös, (kabaré)                                                         |                         |                          |
| 2003 | Alice                     | Alice i Underlandet Lewis Carroll, Lucas Svensson och Ole Anders Tandberg      | Ole Anders Tandberg     | Dramaten                 |
| 2006 |                           | Alla mina söner (All my sons) Arthur Miller                                    |                         |                          |
| 2006 | Mari-Linn                 | Jösses flickor – Återkomsten Margareta Garpe, Suzanne Osten och Malin Axelsson | Maria Löfgren           | Stockholms stadsteater   |
| 2008 | Vilhelm Scolaris Kristina | Mäster Olof August Strindberg                                                  | Lennart Hjulström       | Stockholms stadsteater   |
| 2009 | Caroline Bonacieux        | De tre musketörerna Alexander Mørk-Eidem                                       | Alexander Mørk-Eidem    | Stockholms stadsteater   |
| 2012 | Caroline Bonacieux        | De tre musketörerna Alexander Mørk-Eidem                                       | Alexander Mørk-Eidem    | Stockholms stadsteater   |
| 2015 | Sophie Elkan              | Selmas salong Gunilla Boëthius och Marianne Goldman                            | Ann Petrén Gunilla Röör | Kulturhuset Stadsteatern |
| 2017 | Sophie Elkan              | Selmas salong Gunilla Boëthius och Marianne Goldman                            | Ann Petrén Gunilla Röör | Kulturhuset Stadsteatern |
| 2018 | Mariam                    | Jag är en annan nu Björn Runge                                                 | Björn Runge             | Kulturhuset Stadsteatern |
| 2018 | Viola de Lesseps          | Shakespeare in Love Marc Norman och Tom Stoppard                               | Ronny Danielsson        | Kulturhuset Stadsteatern |
| 2021 | Susan                     | Rain Man Dan Gordon                                                            | Emma Bucht              | Oscarsteatern            |
| 2021 | Prick                     | Tiden är vårt hem Lars Norén                                                   | Eirik Stubø             | Kulturhuset Stadsteatern |
| 2022 | Agnes                     | Jakten (Jagten) Thomas Vinterberg och Tobias Lindholm                          | Eirik Stubø             | Kulturhuset Stadsteatern |
| 2023 | Prick                     | Tiden är vårt hem Lars Norén                                                   | Eirik Stubø             | Kulturhuset Stadsteatern |
| 2024 | Hippolyta m.fl            | En midsommarnattsdröm (A Midsummer Night's Dream) William Shakespeare          | Melody Parker           | Kulturhuset Stadsteatern |
| 2025 |                           | Studie i mänskligt beteende Lena Andersson                                     | Sissela Kyle            | Kulturhuset Stadsteatern |